# Ubezpieczenie NNW
Ubezpieczenie NNW, ubezpieczenie następstw nieszczęśliwych wypadków – rodzaj ubezpieczenia osobowego, w którym ochroną objęte jest życie lub zdrowie człowieka, a powstanie prawa do świadczenia ubezpieczeniowego uzależnione jest od doznania przez osobę ubezpieczoną nieszczęśliwego wypadku powodującego skutki określone w warunkach ubezpieczenia.
Ubezpieczenia NNW mogą występować jako samodzielne ubezpieczenia (np. ubezpieczenie NNW młodzieży szkolnej czy NNW sportowców) lub stanowią część szerszego w swym zakresie ubezpieczenia, tzn. są składową ubezpieczeniowych pakietów – szkolnych, mieszkaniowych, turystycznych czy też najczęściej występujących w obrocie komunikacyjnych. W takich przypadkach są uzupełniającymi ubezpieczeniami związanymi z uczęszczaniem do szkoły, zamieszkaniem, udziałem w wyjeździe turystycznym oraz korzystaniem z pojazdu mechanicznego.